# Pantógrafo

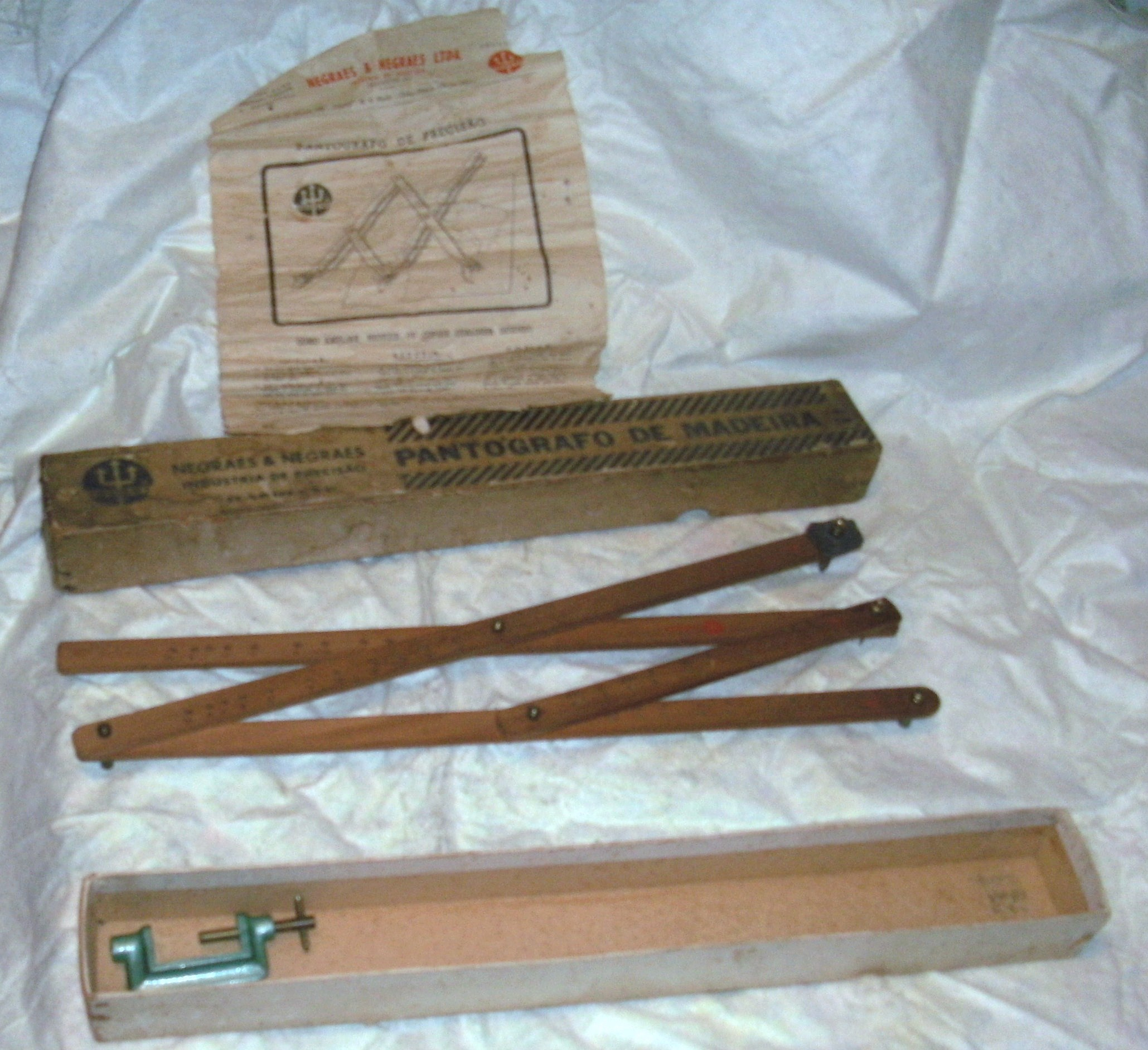
Pantógrafo da década de 1950, produzido pela Trident do Brasil.

O pantógrafo (do grego pantos = tudo + graphein = escrever) é um aparelho utilizado para transferir e redimensionar figuras e que pode ser regulado de modo a executar também ampliações e reduções nas proporções desejadas.
O pantógrafo foi inventado em 1603 pelo astrónomo e jesuíta alemão Christoph Scheiner. É constituído por quatro barras (geralmente de madeira) articuladas, duas maiores e duas menores, que se mantêm paralelas duas a duas. As duas réguas menores estão por baixo e são articuladas entre si (sendo essa intersecção o pivô que traça por cima da imagem original) e às maiores nas extremidades; as maiores são colocadas sobre estas, com as articulações às menores situadas ao longo do seu comprimento (podendo ser regulada a sua posição para obter as proporções desejadas), e articuladas uma à outra numa das extremidades, conforme pode ser visto na imagem. A extremidade oposta de uma das barras maiores é fixa num ponto, e a outra é onde fica o lápis que vai desenhar a reprodução da imagem.